# Histiostomatoidea

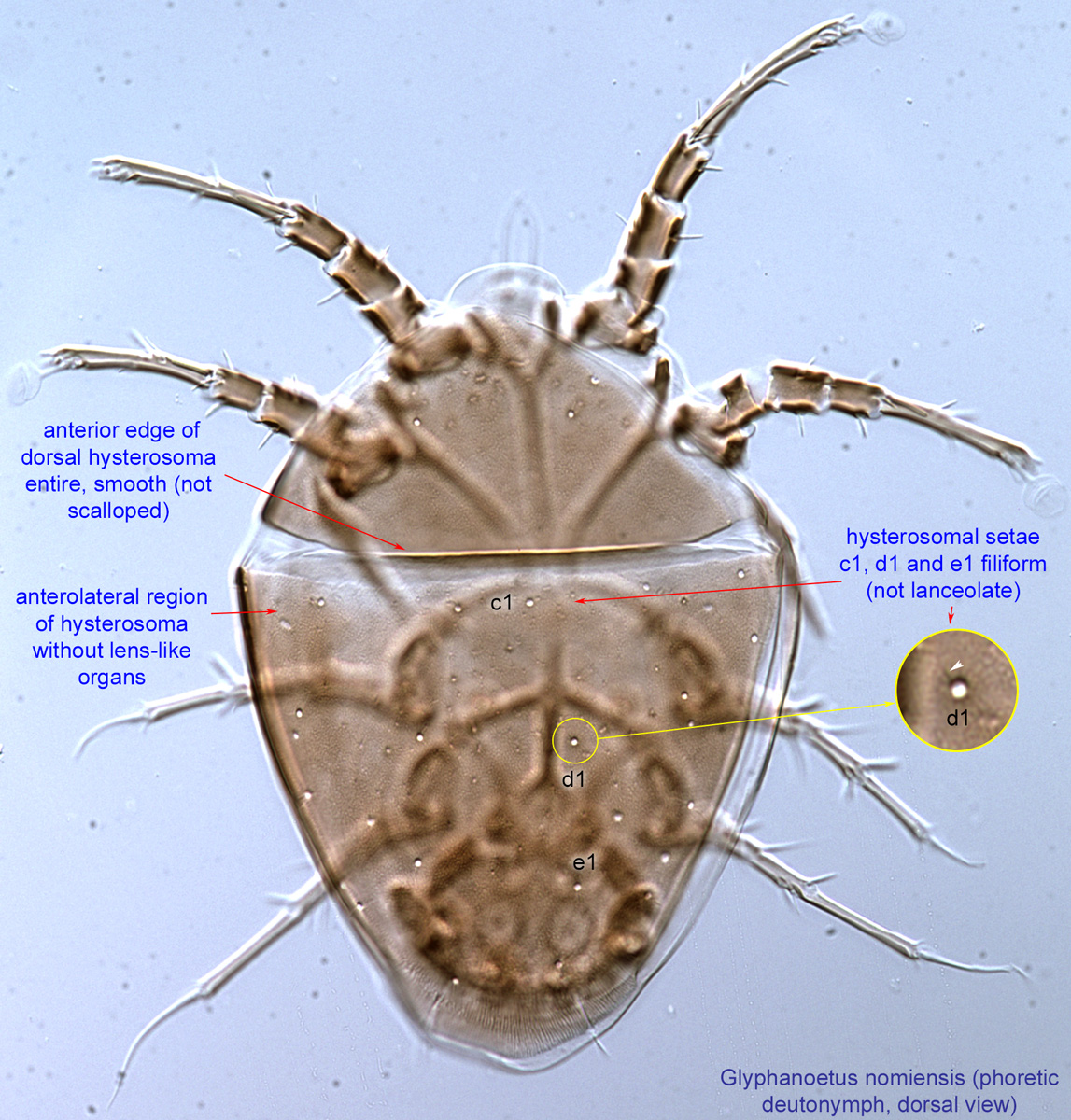
Glyphanoetus nomiensis

Histiostomatoidea (лат.) — надсемейство саркоптиформных клещей из гипотряда Astigmata. Космополитная группа, включающая более 500 видов в двух семействах. Обитают в навозе, грибах, на трупах животных, в ходах жуков-короедов и в гнёздах позвоночных, во влажных средах. 

## Описание
Клещи мелких размеров. Взрослые особи с сильно изменённой гнатосомой для фильтрующего питания. Хилицеры латерально уплощены, фиксированный палец обычно гребенчатый, с многочисленными, мелко расположенными зубцами (редко с несколькими зубцами), подвижный палец короткий, сросшийся с основанием неподвижного пальца, с несколькими короткими вершинными зубцами. Пальпы короткие, простые или чаще расширенные, рефлексированные наружу, с тарзальным соленидием и длинной эупатидиальной сетой. Пальпы часто со сложными мембранозными отростками. Идиосома редко полностью склеротизирована, чаще с дискретным проподосоматическим склеритом и несклеротизованной гистеросомой. Седжугальная борозда присутствует или отсутствует. Идиосоматический хэтом полный или с редуцированным парапроктальным набором щетинок. Коксистернальный скелет с аподемой в основном поперечные, хетом обычно полный, но сета 4b всегда отсутствует. Самка с генитальными клапанами, слитыми с телом в заднем направлении и в большинстве случаев слитыми друг с другом медиально, яйцеклад функционально поперечный. У самца генитальная и анальная области обычно тесно связаны, часто на вентрально направленном конусе. Генитальные папиллы всегда кольцевидные, никогда не папиллообразные, часто отделены от генитальной области; гомеоморфные нимфы без генитального атриума, с папулезными кольцами на вентральном покрове. Самцы с или без паранальных присосок; присоски, если они есть, могут находиться перед эдеагусом. Брачная позиция параллельная. Ноги с нормальным хэтомом, на I тарзусе отсутствует а", многие волоски ног веретеновидные. Самцы часто более сильно склеротизированы, чем самки, и часто имеют модифицированные ноги I, II или (редко) IV.
Histiostomatoidea включает семейство Guanolichidae, небольшой таксон, состоящий из двух родов и трёх видов видов, обитающих в гуано летучих мышей в афротропических и неотропических регионах, и космополитическое, богатое видами семейство Histiostomatidae (= Anoetidae), включающее более 500 видов. Взрослые самки Guanolichidae сохраняют короткие, относительно немодифицированные пальпы и генитальные вальвы, не сросшиеся медиально. Небольшие остатки обеих пар генитальных папилл тесно связаны с генитальными вальвами. Генитальные клапаны самок Histiostomatidae сливаются медиально, образуя поперечный овипор. Две пары кольцевидных генитальных папилл тесно не связаны между собой, и задняя пара обычно располагается на вентральной стороне опистосоме.

## Биология
Гистиостоматоидные клещи обитают на влажных субстратах, где их сильно модифицированные ротовые аппараты обычно используются для фильтрации органического материала и микроорганизмов из водных плёнок. Их увеличенные, сильно модифицированные генитальные папиллы, по-видимому, являются адаптацией для поддержания осмотического баланса в водной среде обитания. У видов, живущих под водой в пресноводных местах обитания, папиллы увеличены, а у видов, обитающих в гиперосмотической среде, такой как пляжные камни и гуано летучих мышей, они уменьшены. Предпочтительные места обитания гистиостоматид, как правило, непостоянны или эфемерны, и поэтому некоторые виды имеют самое короткое время генерации среди Astigmatina. Некоторые популяции развиваются от дейтонимфы-основательницы до дейтонимфы следующего поколения всего за шесть дней.
Виды родов Histiostoma, Myianoetus, Glyphanoetus, Rhopalanoetus, Aphodanoetus, Copronomoia и другие являются типичными обитателями навоза позвоночных, причём дейтонимфы часто специализируются на форезии на определённых группах насекомых, связанных с навозом. На трупах позвоночных обитают виды Spinanoetus, Pelzneria и Peripatetes, а дейтонимфы обычно форезируют на жуках-мертвоедах и стафилинидах. Плодовые тела грибов используются видами рода Histiostoma, которые питаются некротическими тканями и могут распространять патогенные микроорганизмы в коммерческих грибных хозяйствах. Виды многих других родов имеют специфические ассоциации со средой обитания, созданной насекомыми-хозяевами. Например, влажные подкорковые биотопы колонизируют виды Histiostoma и Bonomoia, связанные с жуками-короедами, а в галереях Passalidae обитают виды Scolianoetus, Kanoetus и Histiostoma. Галереи и ходы пальмовых долгоносиков рода Rhynchophorus заселены видами Curculanoetus, а галереи африканских пикноцеринов Tenebrionidae — видами Chiloanoetus. В гнёздах позвоночных обитают виды Hexanoetus, Prowichmannia, Myianoetus и Histiostoma.

## Классификация
В надсемейство включают 2 семейства.
- Семейство Guanolichidae Fain, 1968 (3 рода, 4 вида)
  - Guanolichoides — Guanolichus — Neoguanolichus
- Семейство Histiostomatidae Berlese, 1897 (59 родов, 567 видов)[9][10]
  - Ameranoetus — Amyzanoetus — Ancyranoetus — Anoetoglyphus — Anoetus — Aphodanoetus — Auricanoetus — Austranoetus — Bothyanoetus — Capronomoia — Cederhjelmia — Ceylanoetus — Chiloanoetus — Chiropteranoetus — Conglanoetus — Copronomoia — Creutzeria — Curculanoetus — Fibulanoetus — Ghanoetus — Glyphanoetus — Histiostoma — Hormosianoetus — Hymenanoetus — Insulanoetus — Kaszabanoetus — Loxanoetus — Momorangia — Munduytia — Myianoetus — Nepenthacarus — Otanoetus — Ovanoetus — Peripatetes — Porrhanoetus — Probonomoia — Prowichmannia — Psyllanoetus — Pteranoetus — Rhaphidothrix — Rhopalanoetus — Richardanoetus — Sarraceniopus — Scheucheria — Scolianoetus — Scutanoetus — Seliea — Semianoetus — Spinanoetus — Stercoranoetus — Synanoetus — Syringanoetus — Teinokyra — Traskorchestianoetus — Xenanoetus — Zwickia